# Ludmilla Radchenko
Ludmilla Radchenko (cirill betűkkel Людмила Радченко; Omszk, 1978. november 11.) orosz modell, képzőművész és színésznő, leginkább Olaszországban és angol nyelvterületen ismert.

## Élete és pályafutása
Omszkban született, itt tanult divattervezést, 1999-ben végzett. 1997-ben szépségversenyt nyert. Televíziós tapasztalatát Moszkvában és Szentpéterváron szerezte. Mikor Olaszországba költözött, a Paperissima című műsorban kezdte tévés pályafutását. 2001-ben a La sai l'ultima? című műsorban táncolt, a következő évben a Passaparola kvízműsorban szerepelt. 2003-ban a Spicy Tg műsorvezetője az Antenna 3 csatornán. Időközben modellként is dolgozott divatbemutatókon, 2004-ben a Fox magazin naptárján szerepelt. 2005-ben egy valóságshow szereplője volt, de kiesett.
2006 nyarán főszerepet játszott az On the Road című tévésorozatban, amit Miamiban forgattak, és az olasz Italia 1 csatorna sugárzott. 2007-ben a Tuning and fanatics című műsor házigazdája a SKY csatornán. Szerepelt a Reality Game valóságshowban a Sky Vivo műsorán. 2008-ban ismét felkerült egy naptárra, erotikus pózokban fényképezte Luca Cattoretti. Szerepelt a Modeland műsorban, melynek házigazdája Jonathan Kashanian.
Színészként az Il viaggio tévéfilmben szerepelt 2005-ben és a RIS – Delitti imperfetti sorozat két epizódjában, valamint kisebb szerepeket alakított más olasz produkciókban. 2008-ban az A Light of Passion című filmben főszerepet alakít.
Első valóságshow-s szereplése után festeni kezdett és kiállításai voltak Milánóban. Ekkor eldöntötte, hogy a művészetnek szenteli életét. Hosszú tanulmányútra ment New Yorkba, majd több képét is kiállították galériákban és más kiállításokon. 2010-ben az éves Tehénparádéra egy tehenet készített. A Milánói Triennálén is állították már ki installációját, a luccai Kortárs Művészetek Múzeumában is van kiállítása. 2010 decemberében jelent meg első művészeti katalógusa, a Power Pop.
2011 februárjában Milánó tartomány támogatta Ludmilla kiállítását a Világ Kultúráinak Házában. Májusban egy New York-i galéria mutatta be műveit az Eating Art fesztiválon, és a sohói Crown Fine Art galéria is kiállította műveit.

## Filmográfia
| Év       | Cím                                                          | Szerep             | Megjegyzések |
| -------- | ------------------------------------------------------------ | ------------------ | ------------ |
| La talpa | önmaga                                                       | televíziós sorozat |              |
| 2005     | Il viaggio                                                   | Era Fenis          | tévéfilm     |
| 2006     | Árulkodó nyomok (R.I.S. Delitti imperfetti)                  | ismeretlen szerep  | 2 epizód     |
| 2008     | Scacco matto                                                 | orosz lány         | rövidfilm    |
| 2009     | Coliandro felügyelő (L'ispettore Coliandro: Sesso e segreti) | Éva Molnár         | 1 epizód     |
| 2010     | Backward                                                     | Anna Sedvik        | film         |
| 2013     | Ganja Fiction                                                | Luna               | film         |

## Modellügynökségek
- Urban Management
- Gwen Management

## Fordítás
Ez a szócikk részben vagy egészben  a   Ludmilla Radchenko című angol Wikipédia-szócikk ezen változatának fordításán alapul.  Az eredeti cikk szerkesztőit annak laptörténete sorolja fel. Ez a jelzés csupán a megfogalmazás eredetét és a szerzői jogokat jelzi, nem szolgál a cikkben szereplő információk forrásmegjelöléseként.